# Зониха (Верхошижемский район)
Зониха — село в Верхошижемском районе Кировской области России. Административный центр Зоновского сельского поселения.

## География
Село находится в центральной части Кировской области, в подзоне южной тайги, к югу от реки Суводи, на расстоянии приблизительно 15 километров (по прямой) к юго-востоку от посёлка городского типа Верхошижемье, административного центра района. Абсолютная высота — 219 метров над уровнем моря.
Климат
Климат характеризуется как умеренно континентальный, с продолжительной снежной зимой и тёплым летом. Среднегодовая температура — 1,5 °C. Средняя температура воздуха самого холодного месяца (января) составляет −14,2 °C (абсолютный минимум — −45 °С); самого тёплого месяца (июля) — 17,8 °C (абсолютный максимум — 36 °С). Безморозный период длится в течение 122 дней. Годовое количество атмосферных осадков — 713 мм, из которых 441 мм выпадает в период с мая по октябрь. Снежный покров держится в течение 165 дней.

## Население
| 2010 |
| ---- |
| 314  |

Половой состав
По данным Всероссийской переписи населения 2010 года в гендерной структуре населения мужчины составляли 47,5 %, женщины — соответственно 52,5 %.
Национальный состав
Согласно результатам переписи 2002 года, в национальной структуре населения русские составляли 97 % из 479 чел.